# Ginevra Francesconi
Ginevra Francesconi, née le 22 avril 2003 à Sora, est une actrice italienne,. Elle joué Denise dans Le Domaine.

## Filmographie

### Cinéma
| Année | Titre                  | Personnage  | Réalisateur           |
| ----- | ---------------------- | ----------- | --------------------- |
| 2019  | Le Domaine (Il nido)   | Denise      | Roberto De Feo        |
| 2019  | Famosa                 | Azzurra     | Alessandra Mortelliti |
| 2020  | Regina                 | Regina      | Alessandro Grande     |
| 2021  | Genitori vs influencer | Simone      | Michela Andreozzi     |
| 2022  | Il mio nome è vendetta | Sofia Romeo | Cosimo Gomez          |

### TV séries
| Année      | Titre              | Personnage         | Notes                       |
| ---------- | ------------------ | ------------------ | --------------------------- |
| 2017       | Che Dio ci aiuti   | Ginevra            | Episode Una goccia nel mare |
| 2018       | Don Matteo         | Francesca Tancredi | Episode Ancora bambina      |
| 2019-2020  | Sara e Marti       | Gloria             | 40 épisodes                 |
| 2021, 2023 | Buongiorno, mamma! | Sole Borghi        | 24 épisodes                 |

### Short films
| Année | Titre                | Personnage | Réalisateur            |
| ----- | -------------------- | ---------- | ---------------------- |
| 2014  | Non puoi nasconderti | Alice      | Andrea Olindo Bizzarri |
| 2016  | Mother               |            | Valentina De Amicis    |